# Contea di Baraga
La contea di Baraga, in inglese Baraga County, è una contea dello Stato del Michigan, negli Stati Uniti. La popolazione al censimento del 2000 era di 8 746 abitanti. Il capoluogo di contea è L'Anse.